# Angelica Schuyler Church

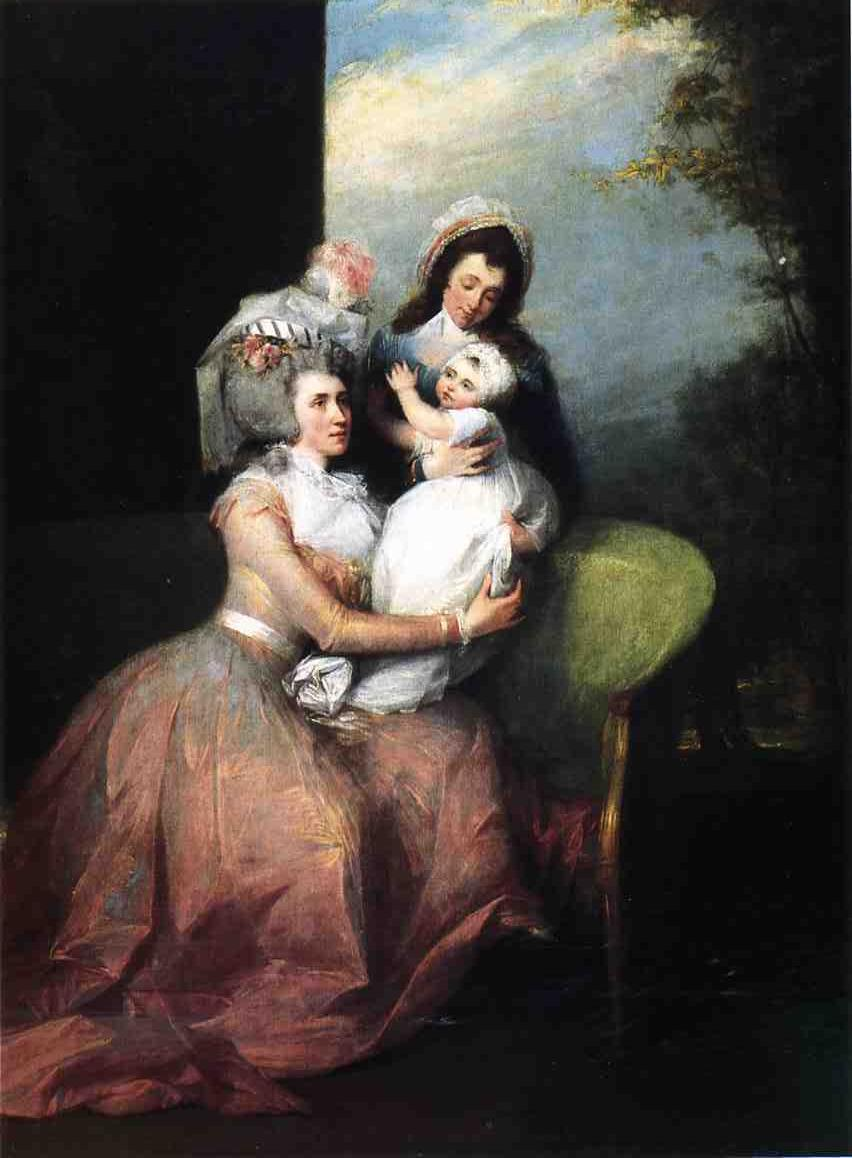
John Barker Church, syn Philip a John Trumbull

Angelica Church, rozená Schuyler (20. února 1757 Albany – 6. března 1814 New York) byla americká socialistka. Byla nejstarší dcerou generála bojujícího v americké válce za nezávislost Philipa Schuylera a sestrou Elizabethy Schuyler Hamilton, která byla manželkou Alexandra Hamiltona, jednoho z Otců zakladatelů Spojených států amerických.
Šestnáct let žila v Evropě se svým manželem narozeným v Británii, poslancem Johnem Barkerem Churchem. Byla prominentní členkou společenské elity všude kde žila, ať už to byl New York, Paříž či Londýn. Některá její korespondence s významnými přáteli byla zachována, včetně pozoruhodné korespondence s Thomasem Jeffersonem, Alexandrem Hamiltonem či Gilbertem du Motier, markýzem de La Fayettem.
Byla po ní pojmenována vesnice Angelica poblíž New Yorku.

## Životopis

### Mládí
Angelica Schuyler se narodila v Albany, hlavním městě státu New York. Byla nejstarším dítětem Philipa Johna Schuylera, amerického generála a senátora Spojených států za stát New York a Catherine Van Rensselaer Schuyler. Její rodiče byli jedni z bohatých promientních nizozemských rodin z raných koloniálních časů. Její matka Catherine pocházela z rodiny Kiliaen van Rensselaer, nizozemského obchodníka s diamanty z Amsterdamu, který byl jedním ze zakladatelů Nizozemské západoindické společnosti, kteří spoluzakládali Nové Nizozemsko.
Rodina Schuylerů byla čtvrtou generací z této rodiny. Angelica měla sedm sourozenců, kteří se dožili dospělosti. Její sestra Elizabeth Schuyler Hamilton byla manželka Alexandra Hamiltona, Margarita Schuyler Van Rensselaer (známá jako „Peggy“) se stala manželkou Stephena Van Rensselaera III. a její bratr Philip Jeremiah Schuyler byl významným americkým politikem.
Angelica dospívala v nepokojných dobách americké revoluce a setkala se s mnoha významnými revolučními vůdci. Schuylerův dům v Albany byl díky politickému postavení jejího otce dějištěm mnoha setkání a válečných porad.
V roce 1776 navštívil rodinu Schuylerů John Barker Church, anglický podnikatel a dodavatel kontinentální armádě během americké revoluce, kdy velmi zbohatl. Důvodem cesty Johna do Ameriky bylo soudní prověření záznamů o zásobování armády. Angelica předpokládala, že její otec kvůli nevyjasněným okolnostem Johnovy podnikatelské minulosti jejich manželství nepožehná, a tak se v roce 1777 rozhodla s Johnem utéct. Měli spolu osm dětí.

### Život v Evropě
V roce 1783 odešla Angelica s rodinou do Evropy, kde zůstali 16 let, kromě krátkých návštěv v Americe.
Od roku 1783 do roku 1785 žila Angelica a její rodina v Paříži, protože John byl jmenován americkým vyslancem ve francouzské vládě. Angelica vždy dokázala okouzlit slavné, inteligentní muže, se kterými se setkala. V Paříži se brzy ujala Benjamina Franklina, tehdejšího amerického ministra vyslaného do diplomatických služeb ve Francii. Rovněž si vytvořila trvalé přátelství s Franklinovým nástupcem Thomasem Jeffersonem a Gilbertem du Motier, markýzem de La Fayette.
Po krátké návštěvě New Yorku v roce 1785 rodina odplula do Anglie a usadila se v Londýně. V Londýně, jako manželka velmi bohatého muže, se Angelica zařadila mezi vysoko postavené osobnosti. Okruh jejích přátel zahrnoval prince z Walesu (pozdější britský král Jiří IV.), vůdce strany Whigů Charlese Jamese Foxe a irského dramatika Richarda Brinsleye Sheridana. Také se spřátelila a podporovala amerického malíře Johna Trumbulla, jenž pobýval v Anglii a jehož práce zahrnovala některé z nejslavnějších portrétů osobností americké revoluční války. Mezi její blízké známé v Evropě patřili také umělci Richard a Maria Cosway.
V roce 1788, se záměrem kandidovat do parlamentu, Church koupil venkovský dům ve Wendover v Buckinghamshire a od roku 1790 do roku 1796 působil jako poslanec parlamentu. V roce 1789 Angelica navštívila Ameriku aby se zúčastnila inaugurace George Washingtona jako prvního prezidenta Spojených států.

### Návrat do Ameriky a založení vesnice Angelica

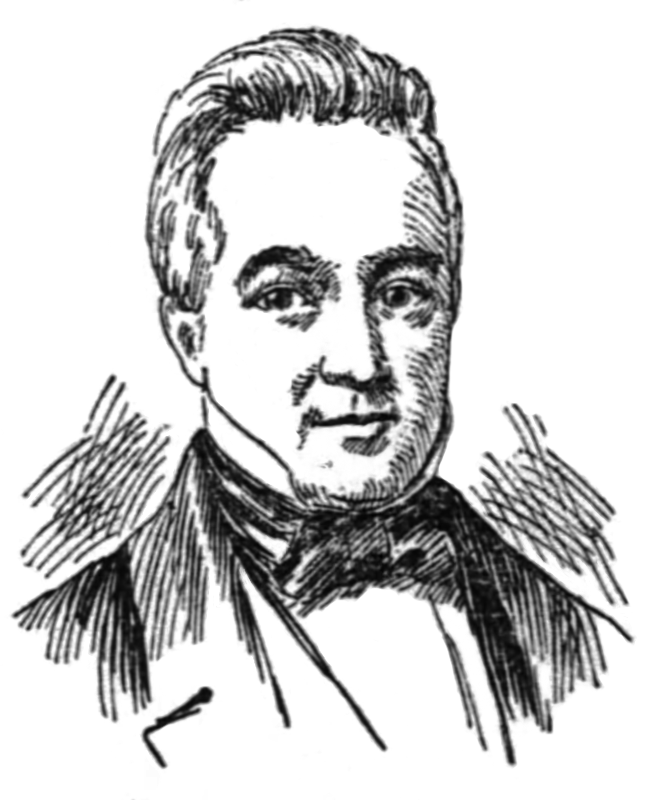
Philip Schuyler Church, nejstarší syn Angeliky a Johna Barker Churche

John a Angelica Churchovi se vrátili do Spojených států v květnu 1797 pouze na návštěvu a v roce 1799 se vrátili natrvalo a opět se spřátelili s rodinou Schuylerů v New Yorku.
V květnu 1796 poskytl John Church svému příteli Robertu Morrissovi hypotéku na nákup 100 000 akrů (40 000 ha) půdy v dnešní Allegany County a Genesee County. Poté, co Morris hypotéku nezaplatil, nejstarší Johnův syn Philip Schuyler Church získal v květnu roku 1800 tuto zem na základě Bankruptcy Actspolu s Mosesem Van Campenem a dalšími čtyřmi partnery. Philip Church vybral pozemek pro plánovanou vesnici podél řeky Genesee s designem připomínajícím Paříž. Naplánoval okružní silnici obklopující vesnický park v centru obce a ulice ústící do kruhového objezdu. Philip pojmenoval vesnici Angelica po své matce. V roce 1803 už byla obec obydlena. Philip zde postavil také pilu a mlýn na obilí. Philip Church se 4. února 1805 ve Filadelfii oženil s Annou Matildou Stewartovou. Brzy po svatbě se oba trvale usadili ve vesnici Angelica, kde už byl pro pár na břehu řeky Genesee postaven malý obílený dům (místně známý jako „Bílý dům“). V roce 1806 Angelica a John Barker začali se stavbou třicetipokojového domu zvaného Belvidere, který stále stojí jako soukromě vlastněný dům na březích řeky Genesee v Belmontu, stát New York, blízko města Angelica. Stavba byla původně zamýšlena jako jejich letní sídlo, ovšem stala se po částečném dokončení v roce 1810 domovem Philipa a Anny Church.

## Korespondence a osobní život

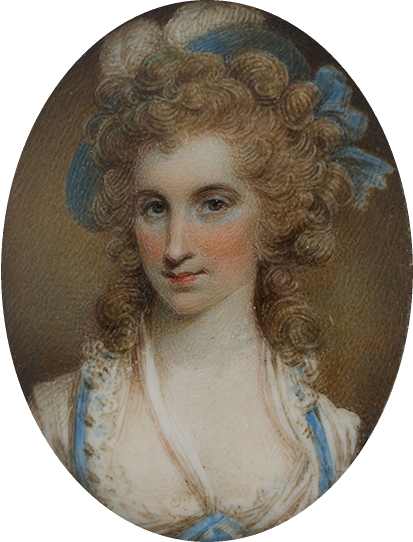
Detail miniaturního portrétu pravděpodobně zobrazující Angeliku Church, autor: Samuel Shelley

Mnoho příkladů osobní korespondence Angeliky Church s významnými osobnostmi, jako je Thomas Jefferson, Alexander Hamilton, George Washington a markýz de Lafayette, je zachováno v Kongresové knihovně a dalších archivech. V roce 1996 univerzita Virginie koupila sérii 77 dopisů, včetně 13 dopisů od Jeffersona, které byly v majetku její rodiny.

### Thomas Jefferson
V jednom z dopisů Angelice, Jefferson vroucně napsal: „Přemýšlejte o tom, přítelkyně, a začněme s projednáváním tohoto tématu. Najdete ve mně veškerého ducha dohadování, kterým Yoric prošel na trhu v Piedmontese.“ Jefferson se zmiňuje o sexuálně nabité scéně v tehdy populárním románu Laurence Sterna A Sentimental Journey Through France and Italy, ve kterém musí farář jménem Yorick vyřešit problém s ubytováním, když musel sdílet pokoj s atraktivní italskou ženou a její služkou.

### Alexandr Hamilton
S ohledem na její koketní postoj, který byl zdrojem různých spekulací, existují neověřené domněnky, že Angelica mohla mít s Hamiltonem romantický vztah. Korespondence mezi těmito dvěma, nyní zachovaná v Kongresové knihovně, ukazuje silné přátelství a vzájemnou náklonnost. Hamiltonův životopisec Ron Chernow napsal, že „přitažlivost mezi Hamiltonem a Angelikou byla tak silná a zřejmá, že mnoho lidí předpokládalo, že jsou milenci. Jejich přátelství bylo provázeno přinejmenším neobvyklým nadšením.“
Dopis, který Angelica poslala své sestře Elizabeth, Hamiltonově manželce, lze číst jako důkaz sexuální přitažlivosti nebo spíše jen jako zábavný žert mezi sestrami. Angelica s odkazem na Alexandra Hamiltona napsala: „Pokud byste byla tak velkorysá jako staří Římané, tak byste mi ho na chvíli půjčila.“ Dlouhodobá nepřítomnost Angeliky v Americe, stejně jako vzájemná náklonnost obou sester a oddanost Hamiltonovi, kterou celá rodina Schuylerů prokazovala během jeho života podporuje názor, že k žádné aféře nedošlo.

### Děti
Angelica a John Barker Church měli spolu osm dětí:
- Philip Schuyler Church (1778–1861), který sloužil jako kapitán americké armády a pobočník Alexandra Hamiltona v letech 1798–1800, když byl Hamilton armádním generálmajorem během Quasi-War s Francií.[5][14] Philip byl právníkem a soudcem a zakladatelem města Angelica.[5] Oženil se s Annou Matildou Stewart (1786–1865), dcerou generála Waltera Stewarta.[6]

- Catharine „Kitty“ Church (1779–1839), vdaná za Bertrama Petera Crugera (1774–1854)[15]
- John Barker Church II. (1781–1865)
- Elizabeth Matilda Church (1783–1867), vdaná za Rudolpha Bunnera (1779–1837)
- Richard Hamilton Church (1785–1786), zemřel jako dítě
- Alexander Church (1792–1803), zemřel mladý
- Richard Stephen Church (1798–1889), manžel Grace Church
- Angelica Church (* 1800)

### V kultuře
Role Angeliky je významnou rolí v muzikálu „Hamilton“, jehož autorem je Lin-Manuel Miranda. Hlavní roli Angelicy hrála americká herečka, zpěvačka a skladatelka Renée Elise Goldsberry. Muzikál v roce 2015 získal cenu „Tony Award“ v kategorii „Hudební“. Cena Tony Award je cena za nejlepší muzikál udělovaná každý rok za nejlepší nový muzikál uvedený na Broadwayi. Je jednou z nejdéle udělovaných ocenění, každoročně se uděluje od roku 1949. Renée Elise Goldsberry za svůj výkon získala cenu Tony Award za nejlepší muzikálovou herečku v roce 2016. Muzikál charakterizuje Angeliku jako mimořádně vtipnou a inteligentní a líčí blízkost jejího vztahu s Hamiltonem, včetně odkazu na citát z jejího dopisu „půjčte mi jej“ v písni „Helpless“ Angelica je také zmiňována písních muzikálu Hamilton „The Schuyler Sisters“, „Satisfied“, „Take a Break“, „The Reynolds Pamphlet“ a d „It's Quiet Uptown“.